# Roller in line hockey
Ne doit pas être confondu avec Rink hockey.
 (octobre 2018).
Si vous disposez d'ouvrages ou d'articles de référence ou si vous connaissez des sites web de qualité traitant du thème abordé ici, merci de compléter l'article en donnant les références utiles à sa vérifiabilité et en les liant à la section « Notes et références ».
Le roller in line hockey, souvent désigné par le terme plus générique roller hockey, qui englobe également la discipline du rink hockey, ou par son nom anglais inline hockey, parfois abrégé RILH, est une des disciplines de hockey en patins à roulettes. Il se pratique avec des patins aux roues alignées (rollers en ligne), généralement en intérieur. Dans certains pays comme la France, le roller in line hockey est parfois appelé « street hockey » lorsqu'il n'est pas pratiqué en salle, bien qu'en toute rigueur ce terme désigne une variante spécifique, jouée avec une balle.
Chaque match oppose deux équipes, composées d'un gardien de but et de 4 joueurs de champ présents sur le terrains (deux défenseurs et deux attaquants). L'objectif est de marquer plus de buts que l'autre équipe, en envoyant à l'aide d'une crosse (ou bâton de hockey) un disque en plastique, appelé rondelle ou palet, dans le but des adversaires, situé à l'extrémité du terrain à l'opposée de son propre but.
Le roller in line hockey s'est développé à partir des années 1990 avec la popularisation des rollers en ligne. Largement inspiré du hockey sur glace, il s'en démarque notamment par l'interdiction des mises en échec (également interdites au hockey sur glace féminin), ce qui rend sa pratique nettement moins dangereuse, et un joueur en moins par équipe. Les contacts entre joueurs sont toutefois autorisés, contrairement au rink hockey.
Au niveau international, deux fédérations gèrent le roller hockey, la Fédération internationale de roller sports (FIRS) et la Fédération internationale de hockey sur glace (IIHF pour International Ice Hockey Federation, son nom anglais). Chacune organise ses propres compétitions indépendamment et avec des équipes qui diffèrent (notamment les championnats du monde masculin, le championnat du monde féminin n'étant quant à lui organisé que par la FIRS). Le RILH fait partie des sports officiels des jeux mondiaux depuis l'édition 2005.

## Origines
Les premières images connues de hockey avec des rollers en ligne, au lieu des « quads » habituellement utilisés au rink hockey, datent de 1938. Elles sont filmées à Vienne (Autriche) et diffusées dans le film d'actualité Giornale Luce (it) B1401 du 3 novembre 1938. La vidéo montre un match, joué en extérieur sur une surface rectangulaire, visiblement en asphalte. Les joueurs portent des patins avec cinq roulettes plates en métal alignées et un frein à l'avant, et utilisent des crosses de hockey sur glace et une balle. Chaque équipe est composée de quatre joueurs et d'un gardien de but.
Bien que plus rapides que les « quads », les rollers en ligne, considérés comme moins maniables, restent peu répandus jusqu'en 1993, quand les Hosers de San Diego deviennent la première équipe à remporter le championnat national américain en étant équipés uniquement de ce type de patins. La fédération américaine de roller sports (en), sous l'égide de la fédération internationale de roller sports (FIRS), organise à Chicago le premier championnat du monde en 1995, puis le premier championnat du monde junior l'année suivante, toujours à Chicago. Le premier championnat du monde féminin a lui eu lieu en 2002 à Rochester, dans l'État de New York. La fédération internationale de hockey sur glace (IIHF) organise un championnat du monde masculin, distinct de celui de la FIRS, à partir de 1996.
Depuis 2005, le roller in line hockey fait partie des disciplines des Jeux mondiaux et depuis 2017 des World Roller Games.

## Matériel

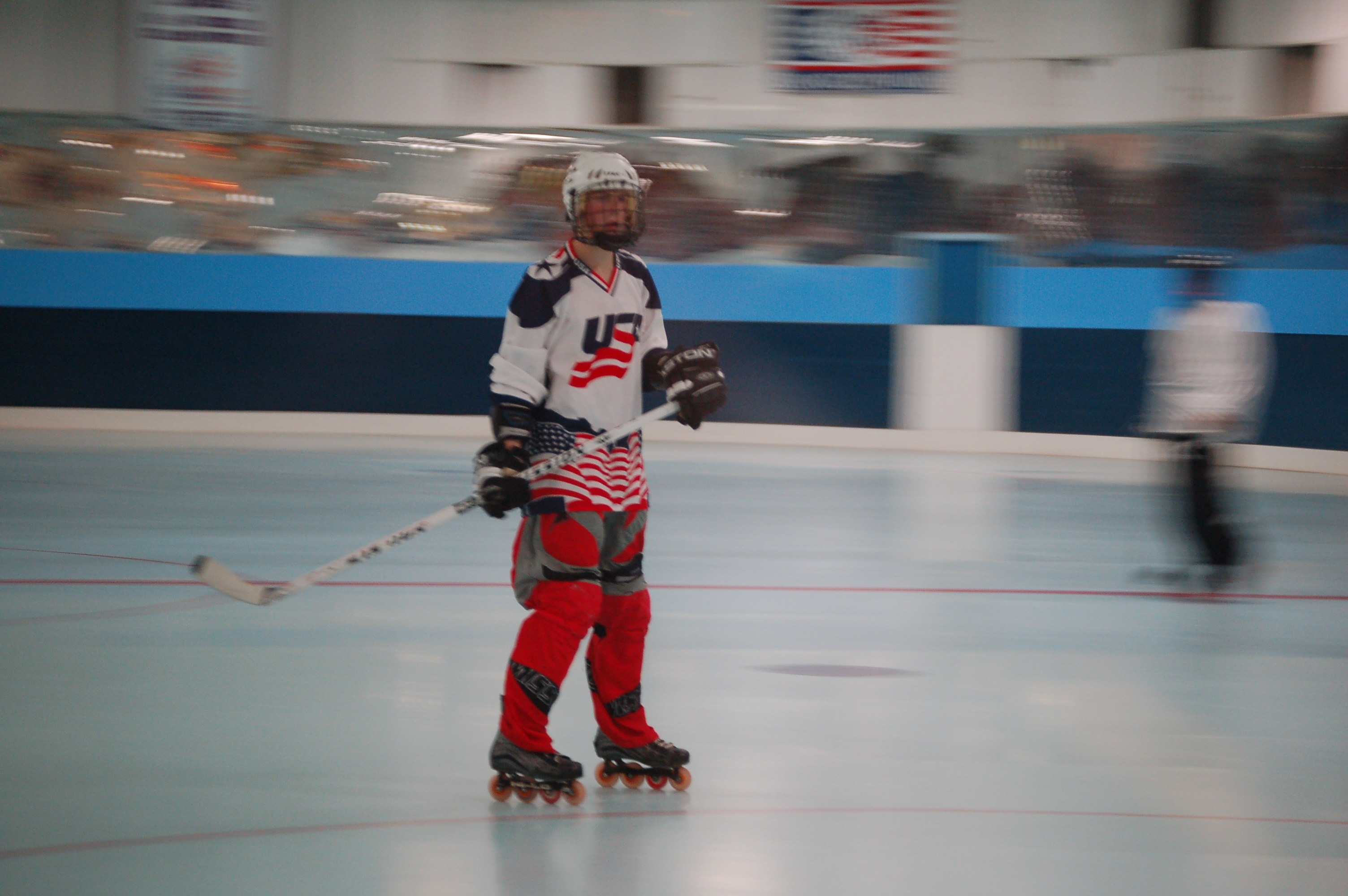
joueur de RILH

La crosse est constituée d'un manche mesurant au maximum 1,57 m, présentant un coude à sa base, entre le manche à proprement parler et la palette, large, plate et incurvée vers l'intérieur.
- Pour les joueurs, la longueur maximum d’une palette est de 32 cm tout en conservant une largeur comprise entre 5 et 9 cm.
  - Pour les gardiens, la longueur maximum est de 39 cm et sa largeur à 13 cm[4].

Le bâton de hockey peut être fait de différents matériaux : traditionnellement en bois, on en trouve en fibre de carbone, voire en aluminium, ou en plastique type PVC pour ceux bon marché.

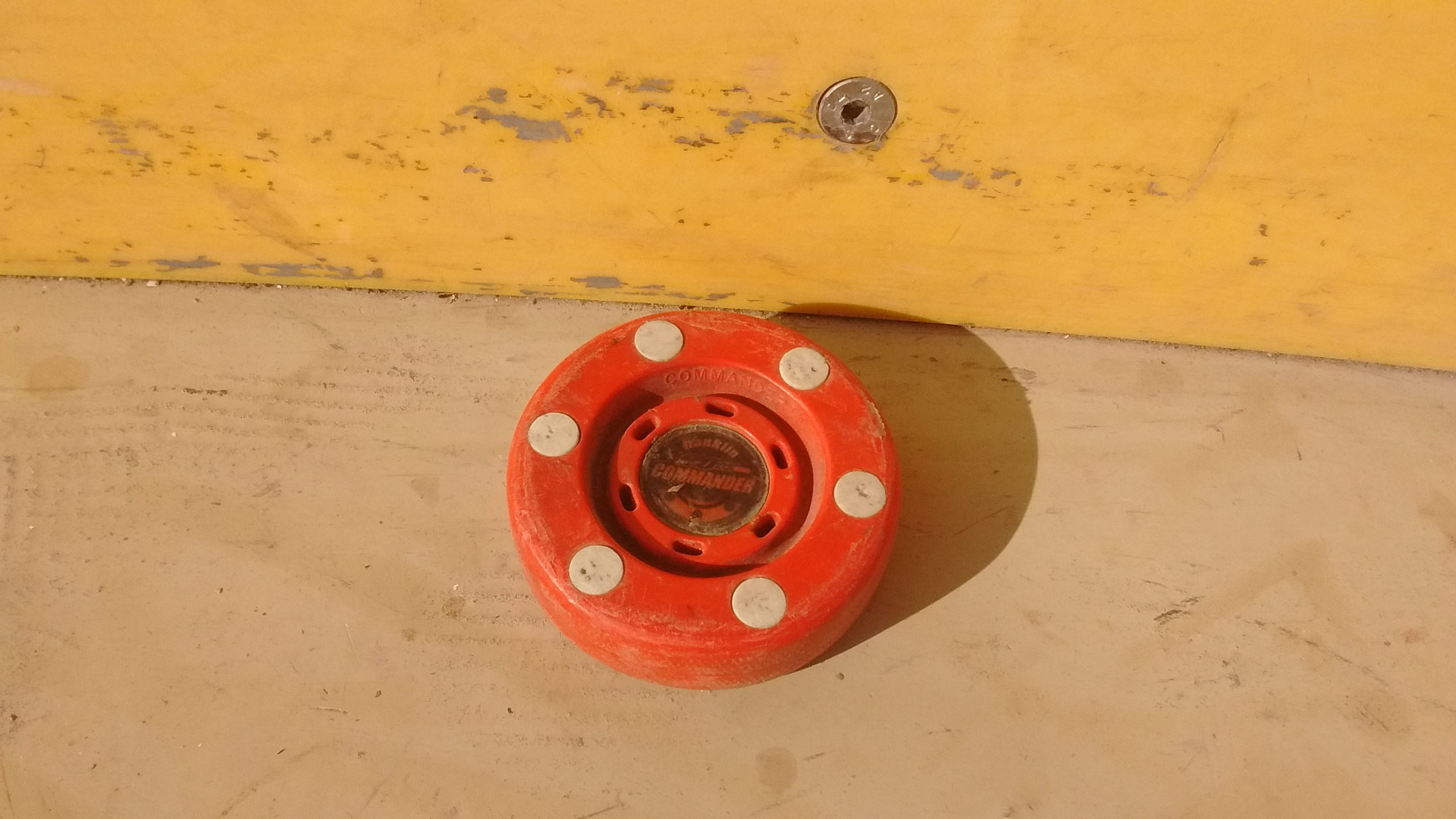
palet

Le palet est un cylindre en plastique dur, d'environ 2,5 cm d'épaisseur et de 7,62 cm de diamètre, légèrement rebondi en son centre ou muni de pastilles de roulement. Les rondelles de bonne qualité sont fabriquées de manière à rester toujours couchées sur le sol et à ne pas rouler sur leur tranche.
Les rollers utilisés sont dépourvus de frein. La platine en métal est courte et accueille quatre roues. Contrairement aux rollers utilisés pour le fitness, de structure droite et à semelle parallèle au sol, les roues sont généralement de tailles différentes (les deux roues arrière ont un plus grand diamètre que les deux roues avant, avec deux ou trois diamètres de roues par patins), ou alors le patin est légèrement incliné (talon plus haut que la pointe) afin de faciliter les changements brusques de direction et certaines prises d'appui. La chaussure montante est dure afin de protéger des coups de crosse et des tirs, et présente un évasement laissant à la cheville une mobilité accrue. Les rollers de gardien peuvent avoir cinq roues, plus petites et plus dures, pour une meilleure stabilité debout et une mise au sol rapide pour les arrêts, particulièrement pour les gardiens de style papillon.
Le roller hockey est un sport avec rythme rapide et collectif, les contacts physiques entre les joueurs sont assez courants au cours d'un match ou d'un entraînement. Ces contacts peuvent entraîner des blessures et pour parer à cela, les joueurs utilisent différents équipements de protection. L'équipement utilisé par les joueurs est différents selon le sexe du joueur et différent de l'équipement du gardien de but.

### Pour les joueurs
Les joueurs sont équipés d'un casque qui doit être une protection faciale intégrale. Il porte également une gaine, des jambières, des coudières, des gants et des rollers. Il est obligatoire d'avoir une tenue qui recouvre l'équipement excepté les gants, le casques et les rollers. Les tenues des joueurs de champ sont constituées de maillots identiques à manches longues et de pantalons longs.
Détail de l'équipement de joueur :
- des jambières (obligatoires) qui protègent du haut du pied jusqu'au genou inclus. Elles protègent des coups de crosse, des jets de palets et des chutes.
- une coquille (obligatoire) qui protège essentiellement du palet et des crosses ; pour les femmes, une protection pelvienne est requise.
- des gants (obligatoire) qui possèdent une large ouverture pour permettre de plier le poignet. Le pouce doit contenir une tige rigide pour protéger des chutes. Identiques aux gants de hockey sur glace, ils sont articulés suivant la structure des phalanges, et contiennent des blocs mobiles de mousse dense protégeant des coups.
- un casque (obligatoire) avec une grille ou une visière intégrale. Seuls les seniors (nés avant le 1er janvier 1989) sont autorisés à ne pas porter de protection faciale intégrale (source : règles du RILH février 2008).
- des coudières (obligatoire) qui protègent des chutes et des coups de crosse sur les coudes et les avant-bras.
- une culotte (facultatif) qui protège le coccyx, les cuisses et les hanches.
- un protège-dents (facultatif mais recommandé si le casque n'a ni visière intégrale ni grille).
- un plastron, obligatoire pour les femmes au-dessus de 15 ans ; les épaulières rigides sont désormais interdites car jugées dangereuses lors des chocs accidentels épaule contre tête.

### Pour les gardiens
L'équipement du gardien est plus spécifique : un gants appelé bouclier, un casque comprenant un protège cou obligatoire depuis la blessure de Clint Malarchuck, une crosse plus large, des jambières aussi appelé "bottes", un plastron épais, une gaine et une mitaine.
L'équipement du gardien comprend :
- des bottes,
- une culotte protégeant les cuisses, les fesses, le coccyx et les hanches,
- un plastron protégeant le ventre, le torse et les bras,
- un casque, un protège cou,
- une mitaine : gant en cuir possédant une « poche » pour attraper le palet en l'air ou le bloquer au sol,
- un bouclier : gant en cuir protégé par une plaque rectangulaire rigide au-dessus de l'avant-bras,
- une crosse, plus courte que celles des joueurs et dont la moitié inférieure est plus large.

Les tenues sont composées d'un pantalon long et d'un maillot à manches longues. Le numéro du joueur doit y être inscrit et être compris entre 00 et 99. Toutes les protections doivent être placées sous la tenue, à l'exception du casque, des gants et des bottes du gardien.

## Terrain

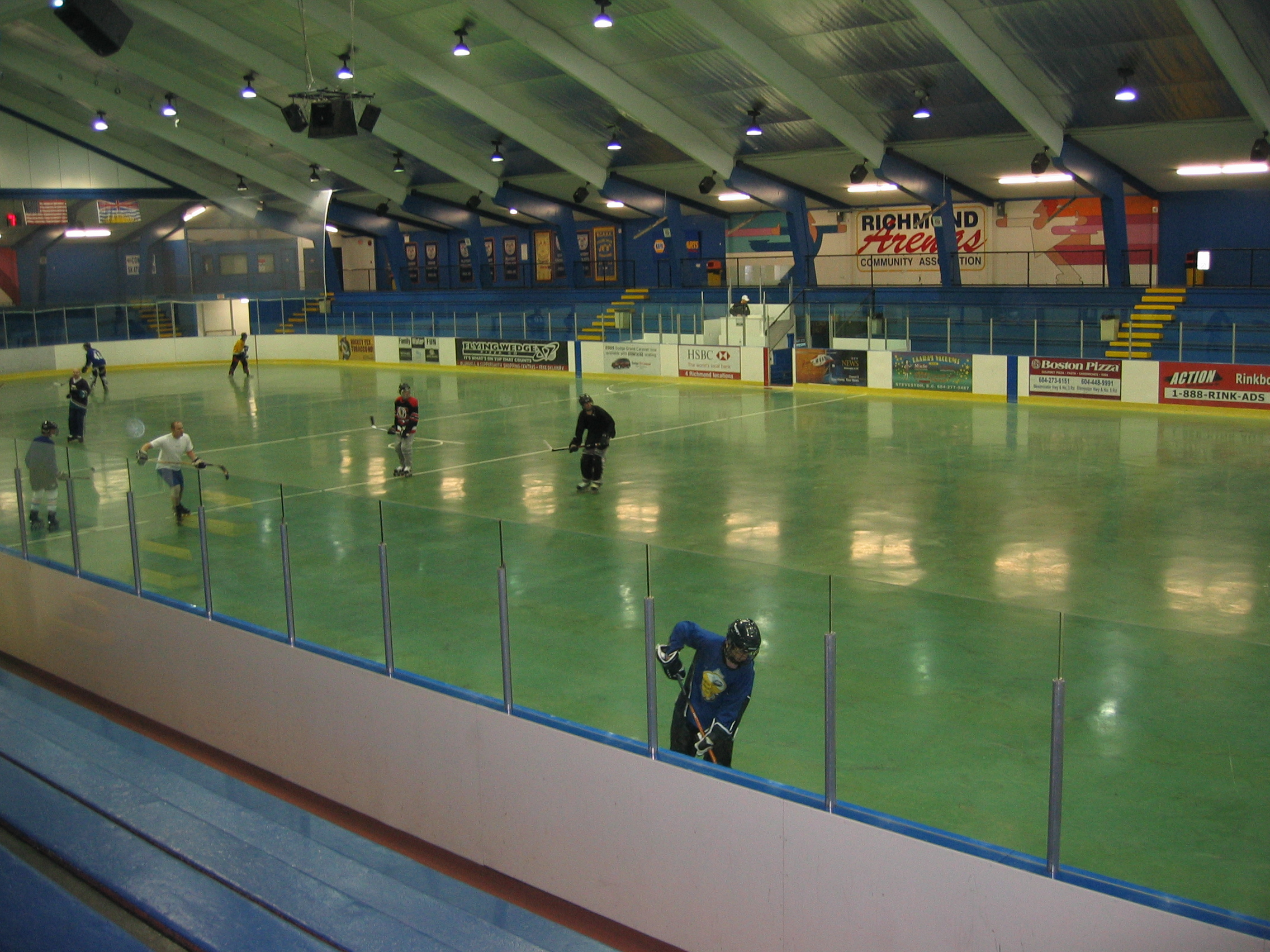
RILH à Richmond, Canada

La largeur du terrain est comprise entre 20 et 30 m et sa longueur entre 40 et 60 m avec un ratio de un sur deux. La FIRS préconise l'usage de cages en acier, dont les dimensions internes sont de 105 par 170 cm. Historiquement, le RILH se jouait avec des cages de hockey sur glace, mais lorsque la FIRS en a pris en charge la gestion, elle a choisi d'aligner la taille des buts sur celle du rink hockey, sa discipline historique. L'IIHF ne reconnait pas ce changement, et continue d'utiliser des cages de 122 par 183 cm, comme pour le hockey sur glace. Même parmi les compétitions estampillées FIRS, nombreuses sont celles qui persistent à utiliser des cages de hockey sur glace, particulièrement en Amérique du Nord, où le rink hockey est une pratique très marginale.
Le terrain est entouré par des balustrades hautes de 1,06 m et comporte des marquages. Le marquage au sol réglementaire est similaire au hockey sur glace. Ce marquage doit comporter les éléments suivants :
- Une ligne au centre du terrain partageant le terrain en deux camps distincts
- Deux lignes de but situés à 3,80 m de chaque extrémité de la piste
- Deux zones de but, une pour chaque camp, rectangulaire
- Cinq points d'engagement. Un point situé au centre du terrain entouré d'un cercle de 3 m de rayon. Deux fois deux points situés à 6,10 m de chaque ligne de but.
- D'une zone pour les arbitres, représentée par un demi-cercle de 3 m de rayon, située au bord du terrain, traversée en son centre par la ligne central.

Le sol peut être fait dans un revêtement spécialement étudié pour le roller in line hockey, qui optimise l'adhérence des roues en polyuréthane. Il doit être rigide et le plus lisse possible pour obtenir une bonne glisse du palet.
En France, les terrains sont en moyenne de l'ordre de 40 × 20 m et sont souvent partagés au sein de salles omnisports. De fait on trouve peu de surfaces « parfaites », mais des terrains recouverts de résine ou encore du béton peint très lisse. Ces surfaces sont tout de même très adhérentes et la rondelle peut glisser rapidement.

## Règles
À chaque match, deux arbitres doivent être présents sur le terrain. Ils doivent assurer la protection des joueurs en faisant respecter les règles.
En France, contrairement au hockey sur glace, il n'y a pas de hors-jeu. En revanche le hors-jeu existe dans certains pays comme la Belgique. Les charges corporelles sont interdites, contrairement au hockey sur glace. Un joueur ou la crosse d'un joueur adverse ne peut pas être présent dans la zone du gardien.
Il s'agit d'un sport collectif de glisse, très rapide, se jouant avec un palet, opposant deux équipes de 5 joueurs présents en même temps sur le terrain (1 gardien de but et 4 joueurs de champs). Une équipe peut comprendre au total 16 joueurs (14 joueurs et 2 gardiens) pouvant se remplacer à tout moment. Le match comprend, en Senior (divisions nationales) 2 périodes de 25 minutes effectives, avec une mi-temps de 10 minutes.
Le gardien de but possède un statut particulier. En effet, s'il commet une faute il ne peut être directement sanctionné par une exclusion. Un joueur de l'équipe sera exclu à sa place. Suivant la gravité de la faute, l'exclusion sera plus ou moins longue. Le joueur exclu devra alors se mettre à côté du terrain et pourra rentrer, une fois le temps écoulé, lors du prochain arrêt de jeu.
Les exclusions se classent en différentes catégories :
- mineure (2 min de prison) : trois pénalités mineures d'un même joueur lors d'un même match entraînent une pénalité additionnelle de méconduite de 10 minutes.
- majeure (5 min de prison) : deux pénalités majeures d'un même joueur lors d'un même match entraînent une pénalité majeure de 5 minutes d'un autre joueur de l'équipe et une pénalité de méconduite pour le joueur concerné pour le match.
- de méconduite (10 min de prison)
- de méconduite pour le match : le joueur fautif est exclu du match et du suivant, mais est remplacé par un autre joueur.

Deux pénalités de méconduite d'un même joueur lors d'un même tournoi entraînent une pénalité de match.
- pénalité de match : le joueur est exclu du match et du reste du tournoi. Un autre joueur de l'équipe fera 5 min de prison.

## Fédérations
Au niveau international, deux instances gèrent ce sport : l'IIHF, fédération internationale de hockey sur glace et la FIRS, fédération internationale de roller sports.
Chacune de ces fédérations possède son propre règlement, organise ses propres championnats du monde et est reconnue par certains pays mais pas d'autres. En règle générale, les pays où le hockey sur glace est particulièrement développé (comme la Suède ou la Russie) reconnaissent l'IIHF comme instance internationale (et ne participent donc pas aux championnats organisés par la FIRS).
En France, la Fédération française de roller sports est, elle, affiliée à la FIRS. Dans d'autres pays, par exemple en Belgique, les deux fédérations sont présentes, les clubs reconnaissants l'une ou l'autre fédération.